# Tabanus zythicolor
Tabanus zythicolor är en tvåvingeart som beskrevs av Philip 1936. Tabanus zythicolor ingår i släktet Tabanus och familjen bromsar. Inga underarter finns listade i Catalogue of Life.